# Yoweri Museveni
Yoweri Museveni (* 15. srpna 1944) je současným prezidentem Ugandy. Ve své funkci je nepřetržitě od roku 1986.
Museveni studoval na univerzitě v Dar-es-Salaamu; patřil mezi obdivovatele politiky tanzanského prezidenta Nyerereho. Byl značně ovlivňován revolucionářskými mysliteli působícími na této univerzitě i mimo ni – velkou inspirací mu byly myšlenky Frantze Fanona. Zorganizoval cestu několika studentů do severního Mosambiku spravovaného Frontou pro osvobození Mosambiku (FRELIMO).
Museveni pracoval nejprve v Oboteho prezidentské kanceláři jako ekonomicko-politický výzkumný pracovník. Po svržení Oboteho režimu uprchl v obavách z možných represí, ačkoliv převrat přivítal jako způsob přebudování státu na skutečně národním základě. V Tanzanii se spojil s Nyererem, kterého požádal o podporu při budování odboje vůči Idimu Aminovi. Nyerere si kladl podmínku jednotné fronty vůči Idimu Aminovi pod vedením Oboteho a Museveni se proto snažil s Obotem dohodnout. Obote ovšem žádal konvenční válku ve spojení s okolními státy, která by byla vedena jím jako prezidentem. Museveni naproti tomu chtěl vést povstalecký boj, který by sjednotil různé uskupení odporující režimu Idiho Amina. Museveni proto založil vlastní povstaleckou organizaci – Frontu národní spásy (Fronasa).
Po úspěšném vpádu tanzanských vojsk podporovaných povstaleckými skupinami, včetně Fronty národní spásy, byly v Ugandě v prosinci 1980 uspořádány volby, ve kterých zvítězil Obote. Většinou obyvatel jižní Ugandy však byly považovány za zmanipulované. V souladu s tímto nesouhlasným postojem vznikla Armáda národního odporu (NRA). Svého cíle NRA /anglická zkratka/dosáhla 26. ledna 1986, kdy dobyla Kampalu po úplném rozkladu ugandské vlády Tita Okella.
Museveniho prezidentský mandát byl potvrzen teprve ve volbách z roku 1996 – získal 75,5 % hlasů za 72,6% volební účasti. Zčásti i díky svojí tradičně populistické předvolební kampani zvítězil i ve volbách v roce 2001. Před volbami ovšem přislíbil, že se bude jednat o jeho poslední funkční období. Slib ovšem nedodržel a kandidoval i ve volbách v roce 2006. Tyto volby, ačkoliv demokratičtější než ty předešlé, byly provázeny mnoha obecně nepřípustnými zásahy do demokratického pořádku, předně zatčením a obviněním opozičního předáka Kizzy Besigyeho. 23. února proběhly, poprvé po 25 letech, volby za účasti více stran, jejichž výsledkem bylo prodloužení Museveniho funkčního období o dalších pět let. Museveni získal 59 % hlasů oproti 37 % Besigyeho.
Naposledy svůj prezidentský mandát obhájil ve volbách v lednu 2021.
Od roku 2025 je třetím nejdéle sloužícím po sobě jdoucím nekrálovským národním vůdcem na světě (po Teodoro Obiang Nguema Mbasogo v Rovníkové Guineji a Paulu Biyovi v Kamerunu).

## Vyznamenání
- Řád Playa Girón – Kuba, 1988[1]
- velkokříž Řádu dobré naděje – Jihoafrická republika, 1997[2]
- Řád zlatého srdce Keni – Keňa